# Боровляни (Хорватія)
Боровляни (хорв. Borovljani) — населений пункт у Хорватії, у Копривницько-Крижевецькій жупанії у складі громади Новіград-Подравський.

## Населення
Населення за даними перепису 2011 року становило 237 осіб.
Динаміка чисельності населення поселення: